# Dikdik srebrzysty
Dikdik srebrzysty (Madoqua piacentinii) – endemiczny gatunek ssaka z rodziny wołowatych zamieszkujący pas terenu położony wzdłuż centralnej równiny Somalii, oraz na terenie etiopskiego regionu Ogaden w górnym biegu i okresowych dopływach Uebi Szebelie. Być może występuje także w innych częściach tego regionu. Zwierzę występuje na terenach położonych poniżej 1000 m n.p.m., w niskich zaroślach porastających piaszczyste gleby. W południowo-wschodniej części regionu Ogaden dikdik zamieszkuje także średniej gęstości busz porośnięty balsamowcami i akacjami.